# Ovaloparmena capensis
Ovaloparmena capensis – gatunek chrząszcza z rodziny kózkowatych i podrodziny zgrzypikowych. Jedyny przedstawiciel rodzaju Ovaloparmena.

## Zasięg występowania
Gatunek ten występuje w RPA.